# Estación Aberastain
Villa Aberastain es una estación ferroviaria ubicada en la ciudad del mismo nombre, Departamento Pocito, Provincia de San Juan, República Argentina.

## Servicios
Actualmente, saqueada y desmantelada completamente. No quedan rastros de rieles o infraestructura

## Historia
En el año 1885 fue inaugurada la Estación, por parte del Ferrocarril Buenos Aires al Pacífico, en el ramal de Mendoza hasta la estación San Juan. 